# Istres-Ouest-Provence
Istres-Ouest-Provence est un territoire de la métropole d'Aix-Marseille-Provence.
Le territoire comprend les six communes précédemment membres du syndicat d'agglomération nouvelle Ouest Provence qui a fusionné au sein de la métropole le 1er janvier 2016. Le conseil de territoire a adopté le nom d'Istres-Ouest-Provence le 21 avril 2016.

## Communes membres
Le territoire d'Ouest-Provence est créé par un décret du 23 novembre 2015. Il comprend les 6 communes qui étaient jusqu'au 1er janvier 2016 membres du syndicat d'agglomération nouvelle Ouest Provence.
| Commune                   | Population | Conseillers |
| ------------------------- | ---------- | ----------- |
| Cornillon-Confoux         | 1 370      | 1           |
| Fos-sur-Mer               | 15 608     | 1           |
| Grans                     | 4 457      | 1           |
| Istres                    | 42 925     | 4           |
| Miramas                   | 25 756     | 2           |
| Port-Saint-Louis-du-Rhône | 8 661      | 1           |

## Administration

### Conseil de territoire
Le conseil de territoire comprend 12 membres qui siègent également au sein du conseil métropolitain. Jusqu'aux élections de 2020, le conseil de territoire comptait également les conseillers précédemment membres du conseil communautaire du syndicat d'agglomération nouvelle Ouest Provence,,.

### Exécutif
Le conseil de territoire élit son président et peut élire jusqu'à 4 vice-présidents,.
Le 23 mars 2016, François Bernardini, maire d'Istres, est élu président. Il est réélu le 13 juillet 2020.
- Président : François Bernardini (DVG), maire d'Istres
- 1er vice-président :  Yves Vidal (PRG), maire de Grans
- 2e vice-président : Frederic Vigouroux (PS), maire de Miramas
- 3e vice-président : Jean Hetsch (PS), maire de Fos-sur-Mer

### Compétences
À l'inverse du syndicat d'agglomération nouvelle précédent ou des territoires de la métropole du Grand Paris, le territoire d'Istres-Ouest-Provence n'a pas de personnalité morale : c'est un organe déconcentré qui agit pour le compte du conseil de la métropole.
Le conseil de territoire émet des avis aux questions soumises au conseil métropolitain et reçoit — de manière obligatoire de 2016 à 2020, puis selon le vote du conseil métropolitain à partir de 2020 — l'exercice de certaines compétences de la métropole.
Le territoire et le conseil métropolitain sont liés par « un pacte de gouvernance, financier et fiscal » adopté à la majorité des deux tiers par le conseil de territoire. Ce pacte définit la stratégie dans l'exercice des compétences, les relations financières et la gestion du personnel,.